# Argentino Aurelio Bonetto
Argentino Aurelio Bonetto (Franck, Santa Fe, 4 de agosto de 1920-Buenos Aires, 10 de abril de 1998) fue un naturalista, ictiólogo, limnólogo y catedrático argentino.

## Biografía
Cursó sus estudios superiores en la Facultad de Ciencias Exactas, Físicas y Naturales de la Universidad Nacional de Córdoba, en la que se graduó en 1944 en Ciencias Naturales.
Se dedicó al estudio de sistemas fluviales y planicies de inundación y sus aspectos biológicos y ecológicos. 
Ingresó al CONICET (Consejo Nacional de Investigaciones Científicas y Técnicas) en 1961 como investigador científico. En 1960 impulsó la creación de la Asociación de Ciencias Naturales del Litoral de  la cual fue su primer presidente. Fue director del Instituto Nacional de Limnología (INALI) dependiente del CONICET, creado en 1962 para el estudio de los ambientes acuáticos continentales, especialmente del río Paraná y su llanura aluvial. En 1973 fue creado el Centro de Ecología Aplicada (CECOAL) en Corrientes, una unidad ejecutora dependiente del CONICET y de la Universidad Nacional del Nordeste cuya acción estaba dirigida a fomentar los estudios biológicos, limnológicos y pesqueros del nordeste argentino; Bonetto fue su director y organizador desde el inicio hasta 1985, cuando renunció por motivos de salud. Entre 1990 y 1992 fue miembro del comité asesor de ciencias biológicas del CECOAL. Como docente fue catedrático en la Universidad Nacional del Litoral y en la Universidad Nacional del Nordeste  y dictó cursos de postgrado en centros educativos de España, Brasil y otros países de América.
Describió dos géneros de poríferos: Houssayella Bonetto & Ezcurra de Drago, 1966 y Uruguayella Bonetto & Ezcurra de Drago, 1969 y tres especies de moluscos:  Diplodon guaporensis Bonetto & Tassara, 1987, Diplodon parodizi Bonetto, 1962 y Tamsiella amazonica Bonetto, 1972.
Una parte importante de la biblioteca de Bonetto fue donada al Instituto de Ictiología del Nordeste (INICNE).
Falleció el 10 de agosto de 1998, día del investigador científico en Argentina.

## Epónimos
Especies nombradas en su honor: Narapa bonettoi, Phacus bonettoi y Ctenomys bonettoi, cuyo nombre común en español es tuco-tuco chaqueño. En inglés es conocido como «Bonetto's tuco-tuco» (tuco-tuco de Bonetto).

## Publicaciones
Publicó numerosos trabajos científicos relacionados con ictiología, biología pesquera, limnología e hidrología. Algunos de los títulos:
- Algunos aspectos de interés acerca de la producción de los peces. Secretaría de Agricultura y Ganadería, Santa Fe. 1955.
- Notas acerca de la reproducción del dorado (Salminus maxillosus) en el Lago Parque Belgrano de la ciudad de Santa Fe. Dirección Provincial de Biología Animal y Zootecnia, Santa Fe. 1956.
- La reproducción del dorado (Salminus maxillosus) en el Lago Parque Belgrano de la Ciudad de Santa Fe. Diana, Argentina. 1959.
- Investigaciones sobre migraciones de peces en los ríos de la cuenca del Plata. Ciencia e Investigación, Lima, Perú. 1963.
- La promoción de los recursos pesqueros en las aguas interiores. Santa Fe. 1965.
- Principales rasgos limnológicos del NE Argentino. Boletín de la Sociedad Argentina de Botánica n.º 11, 1970.
- Nayades de la Patagonia. Revista de la Asociación de Ciencias Naturales del Litoral n.º 4, 1973. OCLC 783615716
- Hydrologic regime of the Paraná river and its influence on ecosystems (Régimen hidrológico del río Paraná y su influencia en los ecosistemas). En: Coupling of land and water systems, A. D. Hasler (ed.), Springer Verlag, Nueva York. 1975.
- A limnologia como fundamento da explotaçao racional da pesca continental (La limnología como base para la explotación racional de la pesca continental). Anais do I Encontro Nacional sobre Limnología, Piscicultura e Pesca Continental, Fundaçao Joao Pinheiro, Belo Horizonte, Brasil. 1976.
- Calidad de las aguas del río Paraná, introducción a su estudio ecológico. Dirección Nacional de Construcciones Portuarias y Vías Navegables, Instituto Nacional de Ciencia y Técnica Hídricas (INCYTH), Programa de las Naciones Unidas para el Desarrollo (PNUD) y Oficina de Cooperación Técnica de la ONU. 1976.
- Estudios interdisciplinarios del nordeste argentino. Impacto de las grandes obras hidroeléctricas del río Paraná. Programa de Estudios Regionales, CONICET, Corrientes, Argentina. 1976.
- Los lagos de represa y sus proyecciones ecológicas. Problemas y perspectivas. En: Seminario de Medio Ambiente y Represas, Tomo I, OEA, Universidad de la República, Facultad de Humanidades y Ciencias, Montevideo, Uruguay. 1977.
- Densidad de población, crecimiento y producción del sábalo (Prochilodus platensis) en la laguna González (Corrientes, Rep. Arg.). Hist. Nat., Corrientes, Argentina. 1980.
- Ecología del nordeste argentino. En: Seminario de planeamiento y manejo de áreas inundables, ICA, Corrientes, Argentina. 1980.
- Fish of the Parana system. En The ecology of river systems, B. R. Davies & K. F. Walker (eds.), Dr. W. Junk publishers, Países Bajos. 1986.
- The Parana River system (El sistema del río Paraná). En: The ecology of river systems, B. R. Davies & K. F. Walker (eds.), Dr. W. Junk publishers, Países Bajos. 1986.
- La cuenca del Paraná. En: Primer Encuentro de Limnólogos Iberoamericanos, Sevilla, España. 1992.
- Metodologías en la investigación de los grandes ríos sudamericanos. En: Conferencias de Limnología. A. Boltovskoy y H. L. López (eds.), Instituto de Limnología "Dr. R. A. Ringuelet", La Plata, Argentina. 1993.
- Austral rivers of South America (Ríos australes de América del Sur). En: Limnology now: a paradigm of planetary problems, R. Margalef (ed.), Elseiver Science B. V., Ámsterdam, Países Bajos. 1994.
- Estudios limnológicos y pesqueros de la Cuenca del Plata en la Argentina. Problemas y perspectivas. Instituto ACQUA, Río de Janeiro, Brasil, Série Bacia do Prata n.º 1. 1994.
- Panorama sinóptico sobre la ictiofauna, la pesca y la piscicultura en los ríos de la Cuenca del Plata, con especial referencia al Paraná. Revista de Ictiología, Corrientes, Argentina. 1998.

## Abreviatura (zoología)
La abreviatura Bonetto  se emplea para indicar a Argentino Aurelio Bonetto como autoridad en la descripción y taxonomía en zoología.